# Le Rochereau
Le Rochereau korábbi község Franciaország Új-Aquitania régiójában, Vienne megyében. 2017. január 1-jén Champigny-le-Sec korábbi községgel egyesült és az így létrejött Champigny en Rochereau új község része lett.
Lakosainak száma 838 fő (2018. január 1.). Le Rochereau Champigny-le-Sec, Charrais, Frozes, Maillé, Villiers és Vouzailles községekkel határos.

## Népesség
A település népességének változása:
| Lakosok száma | 774  | 807  | 825  | 838  |
|               | 2013 | 2015 | 2017 | 2018 |